# 隠花平原
『隠花平原』（いんかへいげん）は、松本清張の長編推理小説。『週刊新潮』に連載され（1967年1月7日号 - 1968年3月16日号、連載時の挿絵は生沢朗）、著者没後の1993年1月、新潮社より刊行された。

## あらすじ
京王井の頭線沿線の閑静な住宅街で、鈍器で滅多打ちにされた殺人死体が発見された。捜査が行詰り迷宮入りの気配が濃厚になるなか、単独で捜査する警視庁の刑事・西東九郎は、被害者・依田徳一郎は人違いで殺されたのではないかと、被害者の妻の弟である山辺修二に述べる。修二は近所のアパートの居住者の引越しから事件の糸をたどり始め、光和銀行の元考査課長の玉野文雄が、義兄とよく似た身体的特徴を持っていることを知る。玉野はかつて熱海支店長の高森孝次郎の業務上のミスを摘発したものの、二年前に光和銀行を追われ、また高森支店長は退職後に怪死していた。
高森支店長の山梨県の実家を訪れた修二は、神奈川県真鶴町に拠点を持つ新興宗教団体「普陀洛教」が事件に影を落とし、光和銀行に関連する一連の奇怪事が、普陀洛教団と何らかのつながりがあることを悟る。光和銀行の花房一族の出生の秘密を修二が探る中、事件は連続殺人に発展、秘密に逼った修二に犯人の手が伸びる。

## 主な登場人物
山辺修二
売れない洋画家。事件の謎を追う本作の主人公。ボサボサの長髪。
西東九郎
警視庁の刑事。修二の追跡する先々に姿を見せる。ガニ股歩き。
辻
R新聞学芸部の美術記者。若い画家たちの間に人気がある。
吉田
R新聞城西支局の支局員。辻の紹介を受け修二の調査に協力する。
依田徳一郎
太陽相互銀行の整理課長。修二の義兄にあたる。
依田真佐子
修二の姉で依田徳一郎の妻。
玉野文雄
光和銀行元考査課長。高森支店長の業務上のミスを摘発するが、同銀行を退職し、保険代理業「桜総行」を設立。
萩村綾子
桜総行の元経理。玉野文雄の愛人。
花房寛
光和銀行の頭取。
加藤和彦
光和銀行の秘書室員。
高森孝次郎
光和銀行元熱海支店長。二年半前に退職後、心臓麻痺で急死。
高森初江
高森孝次郎の妻。
勝又
丸京タクシーの運転手で普陀落教の信者。
依田芳子
依田徳一郎の母。愛知県の鳳来寺山近くに住む。
中原政雄
高森孝次郎の怪死に立ち会った医者。
千塚忠吉
京橋の画廊・芸苑画廊の主人。
花房忠雄
光和銀行の会長。成熟していない女子を孕ませることが道楽。

## エピソード
- 本作は連載が終了したにもかかわらず、著者生前には単行本化がなされなかった。森村誠一は「作者が連載終了後、真鶴の現地再取材を希望して、その機会が得られぬまま、単行本化が遅れた。その間に相次ぐ新刊の波の中に埋もれて、刊行が遅れたという」と述べている[1]。また本作は章立てや節立てが一切行われていない。
- 日本近代文学研究者の綾目広治は、本作の普陀洛教は「露骨に現世利益的な宗教」であり、「新興宗教には思想的な深みというものはなく、現世利益の教えで大衆を惹き付けながら、しかも現世利益を一番享受するのは教団の幹部たちである」というような、著者の新興宗教観の或る面を知ることができると述べている[2]。
- 日本文学研究者の小松史生子は、1965年に地方住宅供給公社法が制定され、民間事業も住宅産業に参加できるようになり、郊外宅地住宅の需要が激増したことをあげ、「『隠花平原』における普陀洛教の団地計画は、こうした郊外住宅開発＝ニュータウン計画勃興の現実を背景にして描かれている。このニュータウン計画が、日本の家制度と家族構造の大きな変化に基づくものであることを洞察していたであろう松本清張は、新宗教に仮託して、日本社会の家族観の変質を描こうとしたのではなかったか」と述べている[3]。